# Elliott Hanna
Elliott Hanna (* 20. března 2003 Liverpool, Velká Británie) je britský herec, tanečník a zpěvák. V současnosti žije v Londýně.

## Život
Začal tančit ve svých čtyřech letech v rodném Liverpoolu, kde vznikla i hudební skupina Beatles.

## Kariéra

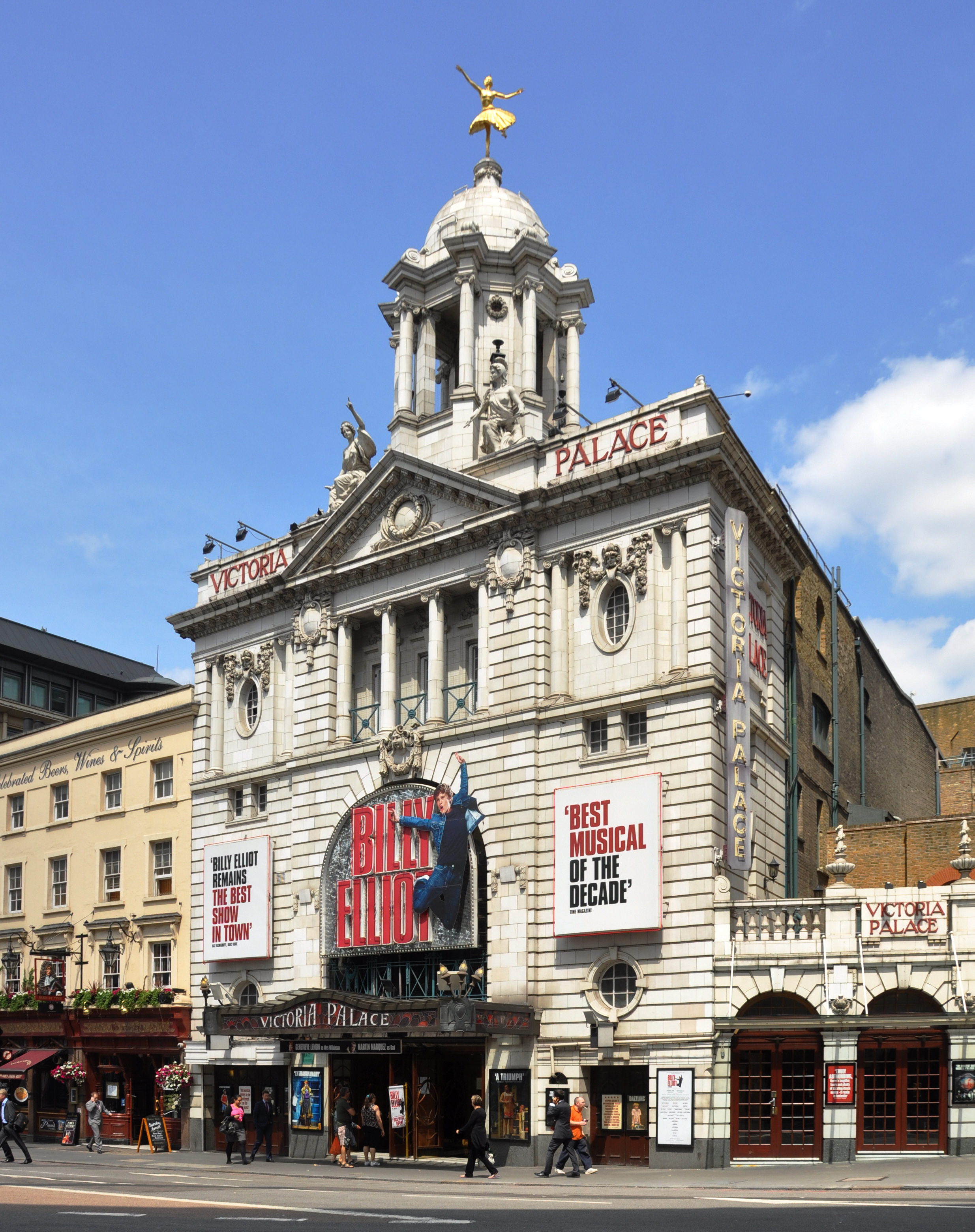
Divadlo "Victoria Palace" v Londýně, které uvádělo muzikál Billy Elliot.

První roky své taneční kariéry strávil v Liverpoolu, kde tančil v muzikálech Čaroděj ze země Oz nebo Dick Whittington. Vystupoval opakovaně v televizní taneční soutěži Got To Dance. Ve finále této soutěže se umístil druhý. Jako nejmladší oceněný v historii obdržel ve věku osmi let prestižní cenu moderního divadla ISTD Janet Cram Modern Theatre Award. Ve stejné době byl vyhlášen národním šampionem v soutěži Hall of Fame Dance Challenge v Las Vegas.
Poprvé na sebe tento liverpoolský tanečník, herec a zpěvák upozornil svým výjimečným výkonem v listopadu 2012 v londýnském divadle Savoy při příležitosti oslavy diamantového jubilea vlády královny Alžběty II. Ve svých deseti letech se stal 17. července 2013 v londýnském divadle Victoria Palace 34. a v historii nejmladším představitelem Billyho Elliota, stejnojmenného muzikálu autorů Eltona Johna a Lee Halla. V této roli účinkoval téměř dva roky až do června 2015. Svým fenomálním výkonem významně pomohl tomuto muzíkálu ke 4. cenám Olivier Awards a 10. cenám Tony Awards. Jako zpěvák byl zařazen i do hudebního představení liverpoolské scény Echo arena v turné produkovaného skupinou ABBA.
V roce 2015 účinkoval v britském televizním pořadu s pozvanými hosty Mel & Sue.
V roce 2016 se ve svých 13 letech stal mistrem světa ve stepu.